# Кювет

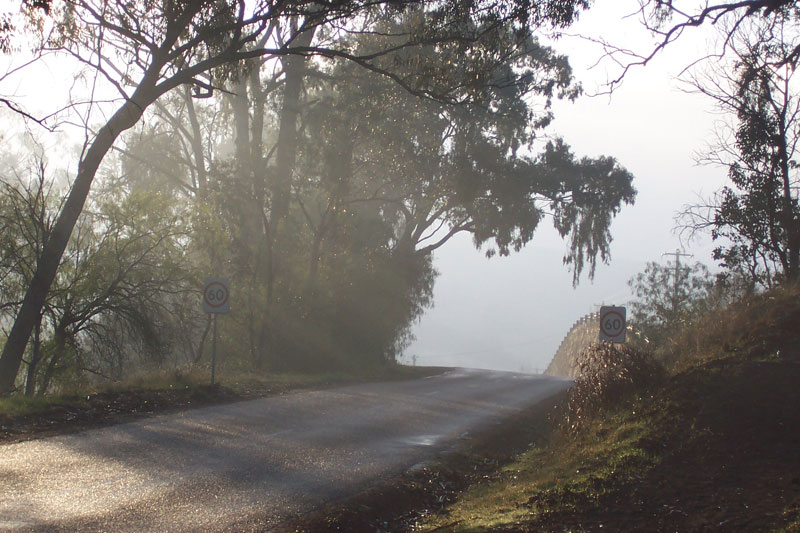
Дорога с грунтовым кюветом

Кюве́т (фр. cuvette — «лохань, таз») — небольшая канава, выемка трапецеидальной формы вдоль обочины автомобильной или железной дороги. Может находиться также вдоль пешеходной или велосипедной дорожки.
Предназначена для стока воды с дороги. Иногда устраивается для дренажа основания дорожного покрытия. Кювет может быть не укреплённым (грунтовым) и укреплённым, вымощенным камнем или полностью покрытым бетоном. От дороги его может отделять небольшое ограждение.